# 666～撒旦～
《666～撒旦～》是岸本聖史創作的日本漫畫作品，於《月刊少年GANGAN》連載，單行本共19卷。

## 故事簡介
露比·克丽仙特是一个普通的女孩，她喜欢购物和跟男孩子一起出去。她的生活戏剧性的被她父亲的去世改变了。她成为了一个像她父亲一样的寻宝人。她的目标是找到O-Parts── 一个埋藏在地底下能给与人们神奇力量的只能被O-Part指挥者或天使及恶魔的后代所使用的神器。她遇到一个有着黑暗的过去的想占领世界的男孩，吉歐·佛里特。佛里特刚开始对露比的态度很不好，但之后他开始跟着露比一起旅行，他也成为了她的贴身保镖。当露比被撒旦所指挥的O-Part指挥者所迷住了的时候，吉歐救了她，还为她打了一架。本来他们就要输了，但是吉歐使出了他的真功夫。他发现他不止是个被恶魔所指挥的O-Part指挥者，他就是撒旦本人。之后，两人抱着能解开他们身世之谜的希望继续旅行。

## 登場人物

### 主角群
吉歐·佛里特
本作品男主角之一，同時也是第一男主角。
吉歐是一個只信任自己和錢的男孩。他的夢想是征服全世界。雖然從小的遭遇讓心裡有了陰影，但自從與露比相遇後，便漸漸成長為一位堅強的少年。寄宿在體內的是逆卡巴拉顶端No.1i的惡魔無神論的撒旦，此惡魔與路西法（所羅門機關其中一位科學家）融為一體。吉歐的實真正身份是，亞當和夏娃因預知路西法會暴走，而以他們所喜歡的地球生物數據為本，創作的與卡巴拉與別不同的試作型數據記憶體，名叫「Freedom」。路西法为了得到FREEDOM的身体进入他体内却反被关在由JIO FREED（FREEDOM，因撞击OM颠倒，M变成JI）体内。故事結尾為了拯救世界，將神帶到另一個無生物的星球。
亞當和夏娃為伊甸（星球）中的所羅門機關的特別優秀的二人。
所羅門機關是伊甸中由72名科學家所組成的研究機關，以伊甸中發現的神為一切的開端，而研究究極之力，永久的能源。因一切能源都不會消失，只是不斷地變換形態，而為了將一切的能源合一，以神（船艦）為藍本，創造出了數據記憶裝置（兵器）──卡巴拉。在收集數據時為了平衡而分成兩部，而且分別創出10個西菲洛特並在其中設置核。此外分開各等級範圍以圖有效率地收集數據。之後那些核根據數據範圍的濃密而成為集合體，更變化出各自不同的形態。最後連伊甸星球也吸收吞噬了。只餘下所羅門機關72人。（之後所羅門機關的下場請參看路西法的介紹）
無神論的撒旦的能力為吸收並複製任何數據，若純為能量可直接吸收。
受生命危险和其他特殊时刻会被撒旦占据身体，从小便被迫接受只能相信自己的理念。受迫与撒旦定下左手的契约，给撒旦积累能量提供了机会。在遇到越来越多的同伴同时，心也变得强大。
露比·克麗仙特
本作品女主角之一，第一女主角。
尋寶獵人。在故事中，她正在找尋神祕和傳說中的O-part和失蹤的父親──傑克。在路上遇到吉歐，想幫他解开心結，并让他幸福。
真實身分是No.10天使王國的聖德魯馮。能力為縮小與還原物件，亦能在縮小還原OPT中令其進化。
故事結尾隨神傳送到另一星球。
保羅
本作品男主角之一。
以前經常扮O.P.T，不過在「蒸汽城」的事件時被麒麟訓練成真正的O.P.T，後來跟吉歐和露比一起旅行。雖然是一群人的開心果，卻也是一位溫柔的少年。認為圓型是最完美的形狀。
在最後面（結尾）將整個事件告訴他和玫的兩個孩子。
克洛斯·畢安基那
本作品男主角之一。
原本是斯提亞政府戰艦總司令，但他不再相信政府，選擇跟吉歐他們一起旅程。非常痛恨殺害妹妹的撒旦。是No.1的天使王冠的梅丹佐。
故事結尾隨神傳送到另一星球。
阿勁
本作品男主角之一。
吉歐小時候的朋友，但因為雙親死在撒但化的吉歐手上，對吉歐極度憎恨。長大後受因沙伯基的僱用而去殺吉歐和荊棘林的大叔，再被撒旦化的吉歐化解了憎恨，用自己的刀在燃燒中的荊棘林救回吉歐，自己卻掉了下去。後來成為吉歐的夥伴。擁有惡魔的核。
玫
本作品女主角之一。
在石鳥城（洛克帕德）事件後救回吉歐的西古洛布斯族（古代民族）的女子，是族長的孫女，現與吉歐一起行動。
後來和保羅結婚，育有二子。
能使用額上的眼睛（西古洛布斯族中少數人能用的能力）。詳請參看麒麟。

### 主角周邊人物
麒麟
前斯提亞政府阿塔克部隊成員，後隱居在「蒸汽城」，專門鑑定O-part的等級的人。不是O.P.T，有一把瞬花終刀，此刀為家傳的刀，其正統繼承者為孔雀。有一半西古洛布斯族血統，其父親為玫爺爺的弟弟。
額上的眼睛能開啟（西古洛布斯族中少數人能用的能力），眼睛能力為將程式輸入額上眼睛所注視的物件，以控制該物件。（人不能控制）
茶茶丸
麒麟的愛犬。也是O.P.T。
球球丸
茶茶丸之子。保羅的愛犬。也是O.P.T。
阿蜜塔巴
跟麟麒同為原斯提亞政府成員，人稱「七色的阿密塔巴」，跟吉歐他們一起旅程。喜歡玩命運爬爬看（爬格子）。
零
吉歐的救命恩人兼師父，是一隻狼，為No.4天使仁慈的然德基爾，能力為「犧牲之刃」，能用替身代替任何生物承受攻擊，但仍然會感覺到痛楚。替身為與零一樣的狼。
故事結尾隨神傳送到另一星球。

### 斯提亞政府
傑克·克雷塞特
露比的父親，原斯提亞政府成員，目前行蹤成謎。
幻之天照·御子
斯提亞政府總統，在一世紀前將斯提亞改造為軍事國家，渴望得到傳說中卡巴拉的力量。
多福華·朗基奴斯
斯提亞政府參謀，亦是前綜合攻擊部隊總司令。
三鳥影久
斯提亞政府中將，因為發現政府想稱霸天下，而暗中助主角一行人。
柚子醋
斯提亞政府所雇用的電腦駭客。
愛慕克洛斯，為讓自己接近身為天使的他而在體內寄宿No.9i的惡魔不安定的莉莉絲。能力有兩個，基魯格之眼能令與眼睛（臉上或翼上的眼）對望的對象被控制，梟之爪則是射出數個針刺，被刺到的物體分子的結合會變得不安定，使物體不能保持形狀，由於能力本質不算是破壞，所以再生也沒有用。
最後核被克洛斯拿出。

### 澤羅姆組織
澤羅姆
露比的父親（養父）。寄宿有惡魔No.6i醜惡的貝爾芬格（左眼）及惡魔No.5i殘酷的阿斯莫德（右眼）。原斯提亞政府成員，被稱為斯提亞的赤色之風，因妻女之死而產生改變世界的念頭，後來因從聖德魯馮（露比）身上看到過世女兒露比的影子，而背叛斯提亞政府，救出她及帶走所羅門之匙（放在露比身上）。他為了有足夠力量救出露比而讓主管發明及發現的惡魔No.6i醜惡的貝爾芬格寄宿，後因擔心自己被惡魔控制而離開露比。其後身體寄宿多一個惡魔No.5i殘酷的阿斯莫德，並且因惡魔的力量而失去關於露比的記憶。
惡魔No.6i醜惡的貝爾芬格的能力為發明之力，能創造萬物。組織的O-PART全由他所創造，連假的No.5i殘酷的阿斯莫德的核也可以創造。
惡魔No.5i殘酷的阿斯莫德的能力為暗黑之武力。
以No.5i殘酷的阿斯莫德的力量配合No.6i醜惡的貝爾芬格的發明之力才能創造O-PART。但因承受兩個核的力量而出現身體崩壞的情況。
故事結尾隨神傳送到另一星球。
華茲·由力
有深紅色的魔術師之稱的O.P.T。必殺有[魔術傀儡,魔術大世界]
布拿尼·舒力治
澤羅姆組織的科學家。在煙囪城自稱度克的男人
孔雀
麒麟的弟弟，澤羅姆組織的四天王之一。右手寄宿著No.8i的惡魔──貪欲的亞多拉瑪雷克，能力為分解物質。為父親所選擇繼承瞬花終刀，其名字被刻在瞬花終刀上（每一代繼承者的名字也被刻上）。在被麒麟打敗後，經過一番解釋，與父親的誤會解開後，倒下。其後在神吸收卡巴拉，欲吸收主角一行時，出現並以瞬花終刀使用真正的鈴音天消斬斷無法攻擊的神的觸手，然後便手握著刀死去。鈴音天消所斬的並非對象本身，就如消失於天際的鈴音，是把對象的靈魂斬斷。被麒麟稱為真正繼承劍豪之血的人。
瓊伏拉·舒力治
布朗尼·修雷茲的兒子，澤羅姆組織的四天王之一。
史比嘉
使用A級的超序列物──妖精之環。澤羅姆組織的四天王之一。
雪尼
操縱的鉸鏈具有冰的效能，是澤羅姆組織的幹部之一。

### 其他
路西法
與逆卡巴拉西菲洛特No1i（撒旦）為一體，潛伏於吉奧體內。原為所羅門機關72科學家之一，因企圖把收集得最多數據的逆卡巴拉西菲洛特No1i（撒旦）的能量，完全注入身體中，為此把666種東西當作生物媒體，一邊讓他們作出變化，一邊注入身體之中。然而能量雖然注入到他的身體內，他亦因此失去了肉體，結果還化成了能源核，焦急的路西法衝進所羅門全員的身體中企圖奪去他們的身體，然而就連那些身體也全都被吸收掉。而所羅門機關中特別優秀的二人──亞當及夏娃，預知他會暴走，因而製造了Freedom（即吉奧），試作型數據記憶體。雖然路西法進入了這身體中，但意識卻被壓制。

## O-Part（超序列物）
O-Part的啟動：O.P.T. 操控 O-Part→O.P.T. 釋放精神力→O-Part 吸收精神力→O-Part 啟動威力
| O-Part                | 使用者          | 等級 | 能力                                                  |
| --------------------- | --------------- | ---- | ----------------------------------------------------- |
| 零式                  | 吉奧            | C    | 雙倍力量                                              |
|                       | 自稱撒旦的男子  | C    | 水                                                    |
| 斧頭                  | 自稱撒旦的男子  | B    | 雷電                                                  |
| 大蛇                  |                 | C    | 手控操作                                              |
| 阿修羅                | 金              | B    | 火焰                                                  |
| 彌賽亞                |                 | A    | 粒子光束，快速移動                                    |
| 神                    | 史提亞組織      | SS   | 屏障，索羅砲，其他未知                                |
|                       | 古洛斯          | C    | 土，帶電水，風，領域，炮彈                            |
| 兄弟                  | 華茲            | B    | 人手操控，物質轉移                                    |
| 瑪奇瑪的面具          | 巴古和他的兒女  | C    | 心靈感應，瞬間轉移（三個面具在一起時才能使出）        |
| 所羅門之鑰              | 露比            | S    | 超過100種效果，包括力量強化、預知、隱形、天使覺醒化等 |
|                       | 零和茶茶丸      | D    | 快速移動                                              |
|                       | 波魯            | C    | 磁力                                                  |
| 零式改                | 吉奧            | B    | 三倍力量                                              |
| 大黃蜂                |                 | C    | 手控彈                                                |
| 鐵爪                  |                 | C    | 物質變化                                              |
| 鋼牙                  |                 | C    | 物質變化                                              |
|                       | 華茲            | S    | 激光，防護罩                                          |
| 拉亞比安              |                 | C    | 熱                                                    |
| 尼斯                  |                 | B    | 冷氣，操作                                            |
| 炸彈                  |                 | B    | 爆炸                                                  |
| 蚊刀                  |                 | B    | 緩慢影子                                              |
|                       | 波魯            | C    | 超傳導磁石                                            |
| 平底鍋                  | 無              | E    | 火                                                    |
| 無限                  |                 | C    | 增大壓縮                                              |
| 青花魚劍（附有芝麻）  | 肥桃太郎        | ??   | 魚腥味                                                |
| 大                    |                 | B    | 超傳導磁石                                            |
| 珍寶球                | 所有O.P.T       | B    | 精神力物質化（形象化）                                |
| 重力球                | 無              | C    | 重力控制                                              |
| 浮游貼紙（拉比多）    | 所有O.P.T       | E    | 空中浮游                                              |
| 天女                  | 安娜            | C    | 操作，硬度變化                                        |
| 巨人之刀              | 凱特            | C    | 重量控制                                              |
|                       | 肥桃太郎        | E    | 變身                                                  |
| 匕拉亞                | 派森            | A    | 噴酸，俊足移動                                        |
| 米依                  | 馬因            | B    | 生物毒氣SEP                                           |
| 絞鏈                  | 雪尼            | B    | 操控力，冰結                                          |
| 魔法書                |                 | B    | 物質化                                                |
| 比芬                  |                 | C    | 飛行                                                  |
| 比古奧芬              |                 | B    | 飛行                                                  |
| 加拉亞                |                 | B    | 飛行，將咬到的東西變成鐵鏽                            |
| 托奇利                |                 | B    | 磁力                                                  |
| 左爪、右爪            |                 | B    | 抓、吸血                                              |
| 零式改R               | 吉奧            | B    | 根據目標物的正邪程度而出現刀刃，惡魔召喚師            |
| 小丑頭巾              | 裘卡            | C    | 能夠變成如紙牌般纖薄                                  |
| 紅色之槍              | 多福華.朗基奴斯 | A    | 操控，光之壓縮                                        |
| 彩色（手心的紋身）    | 亞美達巴        | B    | 操控重力，水，其他未知                                |
| 妖精之環              | 麥穗星          | A    | 振動物質化，識別                                      |
| 佛蘭肯·修雷茲（面具） | 佛蘭肯          | A    | 面具連結（一體化），操縱，火、冰面具                  |
| 12的監視              | 洛克            | A    | 黑色光線，操縱                                        |
| 地獄犬                | 洛克            | C    | 力量提升                                              |
| 鈦合金槍              | 米高、布拿尼    | B    | 世上密度最高的物質                                    |

## 用語
O-Part（超序列物）
超古代文明的特殊物質，
卡巴拉
在1～10的天體上標記著偉大的大天使之名，是創造的象徵；在10i～1i的天體上標記著強大的大惡魔之名，是破壞的象徵。所羅門機關以神（船艦）為藍本，創造出了數據記憶裝置（兵器）──卡巴拉。收集數據時為了平衡而分成兩半，一半為正卡巴拉；另一半為逆卡巴拉。
天使
- No.1 王冠的美他特龙：覺醒體能力為三十六萬五千隻燃燒的眼睛─巴沙拉射擊，由三十六萬五千隻眼睛發出強力攻擊。
- No.2 智慧的拉結爾
- No.3 理解的亞夫結
- No.4 仁慈的然德基爾：能力為"犧牲之刃"，能用替身代替任何生物承受攻擊，但仍然會感覺到痛楚。替身為與零一樣的狼。
- No.5 嚴峻的卡邁爾：能力為看穿一切，視線無死角，能獲知一切事物的數據、資料，連對象的想法、身體狀況也可以知道。
- No.6 美麗的米迦勒：非完全覺醒體狀態使用的能力為鎖之秤，處於秤上的雙方內心都一樣的美麗，秤才會對稱，只要有一點污濁便會下墮，並且身體開始消失。覺醒體能力為將一切物質還原為基本構成物。
- No.7 勝利的漢密爾
- No.8 榮耀的拉斐爾
- No.9 根基的加百列
- No.10 王國的聖德魯馮：能力為縮小與還原物件，亦能在縮小還原OPT中令其進化

惡魔
- No.10i 物質主義的那海瑪：能力为吞噬文明，在体内的空间里存在数个文明遗迹。
- No.9i 不安定的莉莉絲：能力有兩個，基魯格之眼能令與眼睛（臉上或翼上的眼）對望的對象被控制，梟之爪則是令分子的結合不安定，使物體不能保持形狀，再生也沒有用。
- No.8i 貪欲的亞多拉瑪雷克：能力為分解物質。
- No.7i 色慾的巴爾：能力為使對方產生色慾的幻覺。
- No.6i 醜陋的貝爾芬格：能力為發明之力，能創造萬物。配合其他惡魔的力量，能任意創造O-PART。
- No.5i 殘酷的阿斯莫德：能力為暗黑之武力。
- No.4i 無慈悲的亞斯塔洛特：能力為性質轉換，能將被觸手刺入的兩者的身體對換。
- No.3i 拒絕的羅弗寇：能力為將被攻擊的部份帶入異次元，本身亦能隱藏於異次元。
- No.2i 愚鈍的別西卜：能力為控制它所製造的特殊空間內的物理法則。
- No.1i 無神論的撒旦：能力為吸收並複製任何數據，若純為能量可直接吸收。

## 書籍資訊
日本發行的單行本及台灣發行的紀錄。
- 第1卷：ISBN 978-4-7575-0597-1（日）
- 第2卷：ISBN 978-4-7575-0697-8
- 第3卷：ISBN 978-4-7575-0810-1
- 第4卷：ISBN 978-4-7575-0873-6
- 第5卷：ISBN 978-4-7575-0963-4
- 第6卷：ISBN 978-4-7575-1072-2
- 第7卷：ISBN 978-4-7575-1143-9
- 第8卷：ISBN 978-4-7575-1220-7
- 第9卷：ISBN 978-4-7575-1296-2
- 第10卷：ISBN 978-4-7575-1363-1
- 第11卷：ISBN 978-4-7575-1454-6
- 第12卷：ISBN 978-4-7575-1551-2
- 第13卷：ISBN 978-4-7575-1624-3
- 第14卷：ISBN 978-4-7575-1701-1
- 第15卷：ISBN 978-4-7575-1796-7
- 第16卷：ISBN 978-4-7575-1983-1
- 第17卷：ISBN 978-4-7575-2026-4
- 第18卷：ISBN 978-4-7575-2129-2
- 第19卷：ISBN 978-4-7575-2216-9